# 佳樂水
22°00′10″N 120°52′25″E / 22.0028186°N 120.8735760°E
佳樂水，位於台灣屏東縣滿州鄉，是墾丁國家公園內一處知名的景點。原名佳洛水或豬朥束，為閩南語「瀑布」之義；1975年行政院院長蔣經國來到此地巡視，取「安和樂利」的典故而改名為「佳樂水」、同時將原先無名之瀑布命名為「山海瀑」迄今。
此地瀕臨太平洋，砂岩和珊瑚礁久經強風和海浪的侵蝕，有著許多奇岩怪石，如海蛙石、兔石、球石、方格石、蜂窩岩等分佈於二公里半的海岸，其中尤以海蛙石最具代表性。另外於附近海岸邊可見雀鯛、龍蝦、九孔螺、笠貝、彈塗魚等豐富的海洋生物，有黑潮流經，大型迴游性魚類多。每年2至4月有雨傘旗魚、4至7月為虱目魚苗產季。風景十分秀麗。

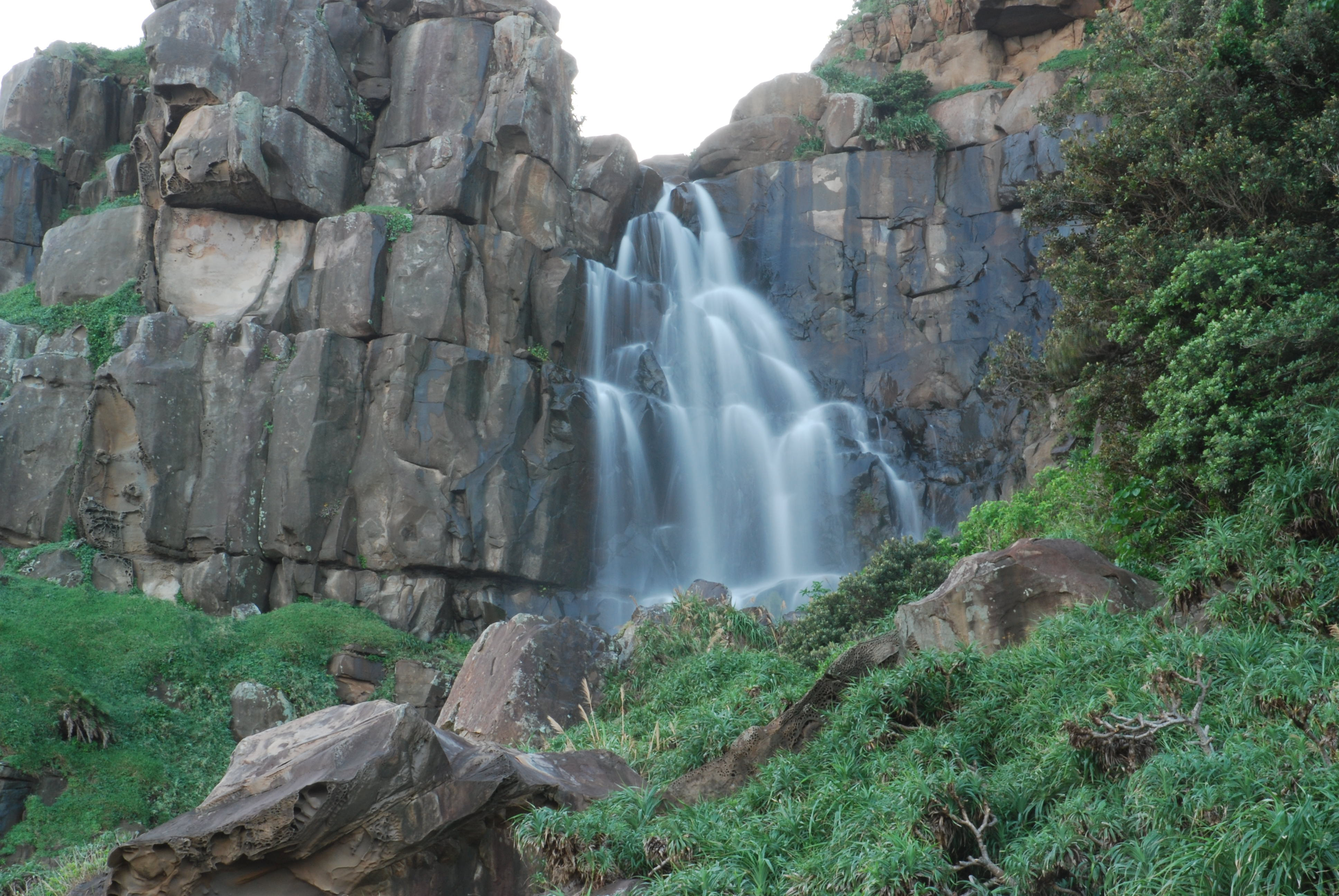
佳樂水「山海瀑」
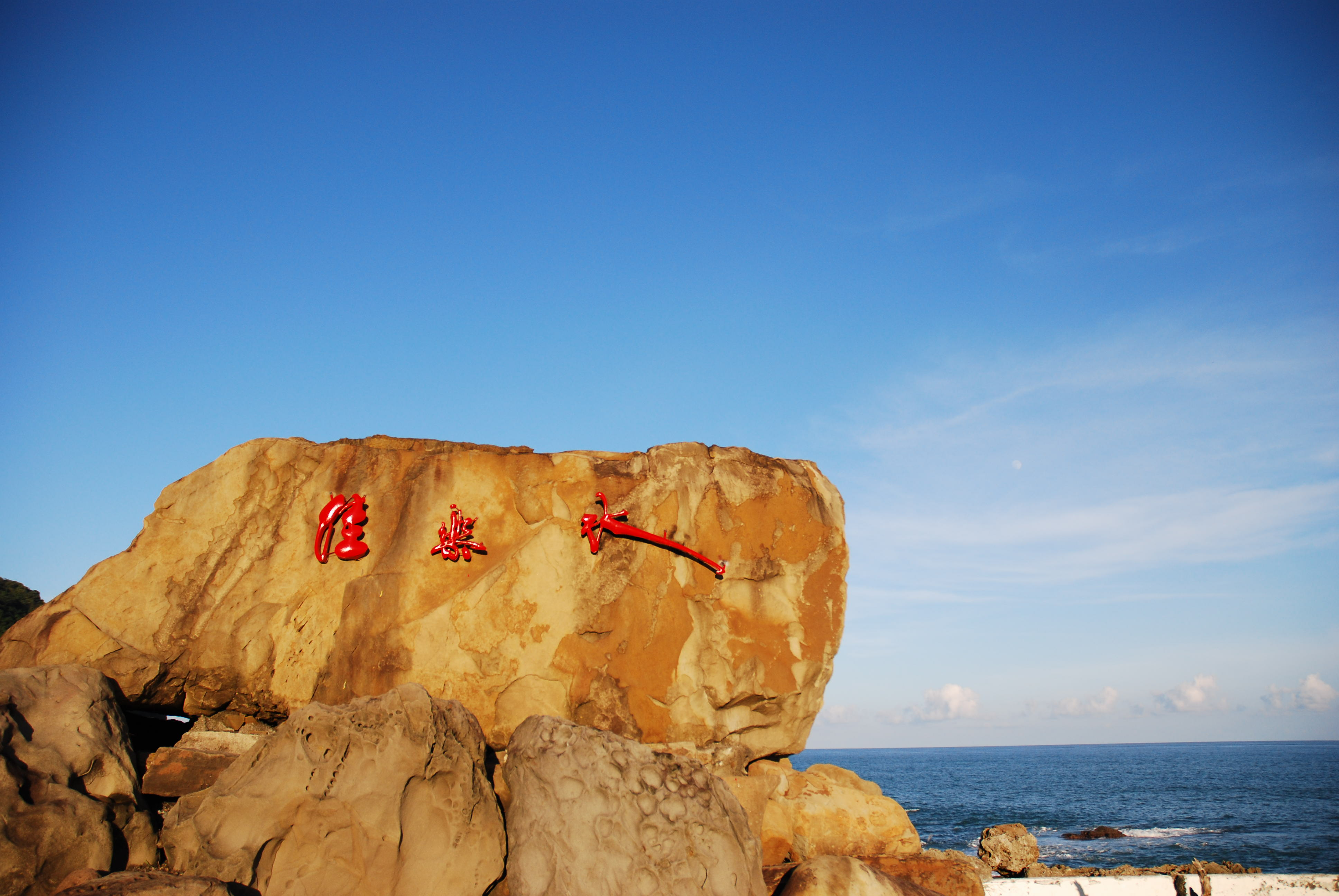
佳樂水地標石
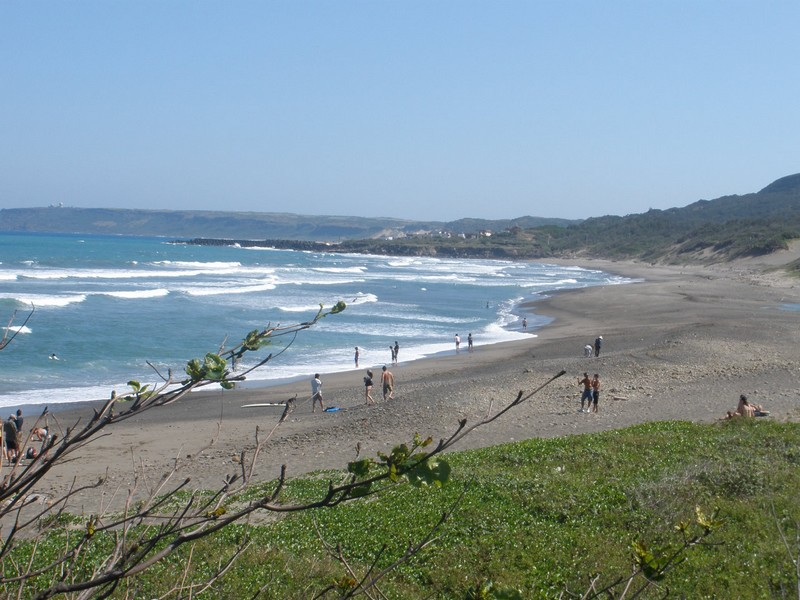
佳樂水海灘

## 外部連結
- 墾丁國家公園管理處--佳樂水介紹